# Terre-de-Bas
Terre-de-Bas là một xã là một xã ở lãnh thổ hải ngoại Guadeloupe, Pháp. Xã này có diện tích 9,45 km², dân số năm 1999 là 1267 người. Terre-de-Bas năm ở Lesser Antilles. Terre-de-Bas gồm đảo Terre-de-Bas và nhiều đảo không có người khác thuộc nhóm đảo Les Saintes về phía tây nam của đảo chính Guadeloupe.